# فردی ویرکلاو
فردی ویرکلاو (انگلیسی: Ferdi Vierklau؛ زادهٔ ۱ آوریل ۱۹۷۳) بازیکن سابق فوتبال اهل هلند است که در پست دفاع راست بازی می‌کرد.
وی همچنین در تیم ملی فوتبال هلند بازی کرده‌است.